# Enrique I de Francia
Enrique I de Francia (Reims, 4 de mayo de 1008-Orleans, 4 de agosto de 1060) fue rey de Francia desde 1031 hasta su muerte. Fue el segundo hijo varón de Roberto II de Francia y de su tercera esposa, Constanza de Arlés. 
Asociado al trono por su padre a la muerte de su hermano mayor, Hugo, en 1025. Fue coronado como rex designatus en la Catedral de Reims el 14 de mayo de 1027. 
A la muerte de Roberto II, disputó la corona de Francia con su hermano menor, Roberto el Viejo. Hechas las paces entre los hermanos (1032), Enrique le cedió el Ducado de Borgoña a Roberto.
Debido a la dificultad de gobernar a los señores feudales todavía demasiado conscientes de su poder y soberanía, este rey ha sido llamado en la historiografía como rey de París para evidenciar así que su poder se mostraba bastante mermado.
Tutor de quien sería más tarde Guillermo el Conquistador, aunque con posterioridad se enfrentaría a él en dos batallas que perdería entre 1054 y 1058 por Normandía.

## Matrimonios
Enrique I estuvo prometido con Matilde, la hija del emperador Conrado II, pero ella murió prematuramente en 1034. Enrique entonces se casó con Matilde de Frisia, pero ella murió en 1044, después de una cesárea.[cita requerida] Alejándose aún más para buscar una tercera esposa, se casó el 19 de mayo del 1051 con la princesa Ana de Kiev (1024 - 1075), hija del gran príncipe Yaroslav I el Sabio de Kiev, con la cual tuvo tres hijos y una hija:
- Felipe (1052-1108), rey de Francia.
- Roberto (1054-1063)
- Emma (1055-1109)
- Hugo (1057-1102), conde de Vermandois.